# アカメクイナ
アカメクイナ（赤目水鶏、学名：Eulabeornis plumbeiventris）は、ツル目クイナ科に分類される鳥類の一種である。本種とアオメクイナを別属アカメクイナ属（Gymnocrex）に分類することもある。その場合、学名はGymnocrex plumbeiventrisになる。

## 分布
ニューギニア島（インドネシア、パプアニューギニア）、ニューアイルランド島、アルー諸島に分布する。

## 形態
全長約32cm。雄のまぶたは橙赤色で雌は鈍い赤色である（これが和名に由来である）。背中から上尾筒までは、黄色がかったオリーブ褐色、頭と頸から胸にかけては赤茶褐色、下胸から腹にかけては濃い灰色である。嘴は赤みがかった灰色、脚はピンク色がかった赤色である。

## 生態
亜熱帯・熱帯地方の低地にある湿潤な森林、低山帯に棲息する。縄張りを持って生活している。縄張りに侵入した者に対しては、翼を持ち上げて羽の白い部分を誇示する脅しのディスプレイを行う。